# كأس البرازيل 1990
كأس البرازيل 1990 هو الموسم 2 من كأس البرازيل. أقيم خلال الفترة 19 يونيو 1990 وحتى 7 نوفمبر 1990، وأشرف على تنظيمه اتحاد البرازيل لكرة القدم، وكان عدد الأندية المشاركة فيه 32، وفاز فيه نادي فلامنغو.